# نبی‌آباد (قروه)
نبی‌آباد (دهگلان)، روستایی از توابع بخش بلبان آباد در شهرستان دهگلان در استان کردستان ایران است.

## جمعیت
این روستا در دهستان ئیلاق جنوبی قرار دارد و براساس سرشماری مرکز آمار ایران در سال ۱۳۸۵، جمعیت آن ۸۸۴ نفر (۱۹۰خانوار) بوده‌است.